# 3e sexe
Pour les articles homonymes, voir Troisième sexe (homonymie).
Singles de Indochine
Canary Bay Tes yeux noirs
Pistes de 3
- Canary Bay
Singles par Indochine
Nos célébrations
(2020) Le Chant Des Cygnes
(2024)
Singles par Christine and the Queens
La vita nuova
(2020)
3e sexe est une chanson d’Indochine parue en 1985 sur l’album 3.
Cette chanson fut considérée par beaucoup comme un hymne à la tolérance sexuelle.
Faisant partie des plus grands succès du groupe, elle est toujours diffusée à la radio et est jouée régulièrement en concert dans de nouvelles versions et est reprise en 2004 par Miss Kittin.

## Dans la culture populaire
Le tube est toujours l'un des grands succès du groupe en concert.
Cette chanson a été reprise en 2007 par les 10 finalistes de la cinquième saison de Nouvelle Star. En 2020, pour la sortie de l'album Singles Collection (1981-2001), Indochine sort une nouvelle version de la chanson, nommée 3SEX, en duo avec Christine and the Queens.
Le titre est utilisé dans le film Les Amours imaginaires (2010) de Xavier Dolan, qui a par la suite travaillé avec le groupe pour le clip College Boy tourné au Québec.
La chanson est parodiée le 20 septembre 2024 par le Grand Cactus, sous le nom de « 128e sexe » récoltant plus de six millions de vues après sa sortie.
Cinquante ans avant la sortie du titre, l'expression « 3e sexe » était utilisée dans le New York des années 20, quand la féministe Eva Kotchever (1891-1943), assassinée à Auschwitz, était surnommée  « queen of the 3rd sex » lorsqu'elle tenait le Eve's Hangout de Greenwich Village. C'est également le titre du film allemand Le Troisième Sexe (1957).

## Classements par pays

### 3esexe
| Classement (1985-86) | Meilleure position |
| -------------------- | ------------------ |
| France (SNEP)        | 3                  |

### 3SEX
| Classement (2020-21)                    | Meilleure position |
| --------------------------------------- | ------------------ |
| Belgique (Wallonie Ultratop 50 Singles) | 8                  |
| France (SNEP)                           | 44                 |
| France (SNEP Radio)                     | 5                  |
| France (SNEP Ventes)                    | 3                  |